# Tampa Bay Stars
I Tampa Bay Stars sono stati una franchigia di pallacanestro della USBL, con sede a Tampa, in Florida, attivi tra il 1986 e il 1987.
Debuttarono nel 1986 come Tampa Bay Flash, vincendo il titolo USBL, arrivando primi nella regular season, con un record di 22-8, in un campionato senza play-off. L'anno successivo cambiarono nome in Tampa Bay Stars. Si sciolsero alla fine della stagione.

## Palmarès
- United States Basketball League: 1

1986

## Stagioni
| Stagione | Lega | Denominazione   | V  | P | %    | Piazzamento | Play-off   |
| -------- | ---- | --------------- | -- | - | ---- | ----------- | ---------- |
| 1986     | USBL | Tampa Bay Flash | 22 | 8 | 73,3 | 1º          | Campioni   |
| 1987     | USBL | Tampa Bay Stars | 25 | 5 | 83,3 | 1º          | Semifinale |